# 不屈の民
不屈の民（¡El pueblo unido, jamás será vencido!、団結した人民は決して敗れない！）とはチリのヌエバ・カンシオンの曲の中で、最も国際的に良く知られた歌である。この曲はセルヒオ・オルテガによって作曲され、キラパジュンによって作詞された。1973年6月に作曲され、録音された
。元来はト短調。

## 歴史
この曲は第一に人民連合政府の歌として作曲され、サルバドール・アジェンデを支持する労働者階級の大衆運動の魂を反映している。この曲はセルヒオ・オルテガとキラパジュンによって作曲され、演奏された直後から、多くの音楽グループによって訳され、録音されている。しかしながら、特に1973年のチリ・クーデターの後、インティ・イリマニによってこの歌は国際的に有名になった。
その後、この歌は直接チリ・クーデターやラテンアメリカとは繋がりがなくとも、世界の様々な抵抗運動で用いられた。歌詞は多くの言語に翻案、翻訳されている。

## 様々なヴァージョン
- より好戦的なヴァージョンでは、El pueblo unido jamás será vencidoがEl pueblo armado jamás será aplastadoとなった。
- 特に1974年から1977年までのポルトガルでは、民主派、ポピュリスト、穏健派、左派のグループ（特に共産主義者）がアリー・ドス・サントス作詞、フェルナンド・トルード歌唱、同志たちのコーラスのPortugal Ressuscitado（ポルトガル復活）と呼ばれる歌を歌った。この曲はカーネーション革命直後に録音され[5]、Agora o Povo Unido nunca mais será vencido（今、団結した人民は決して敗れない）のアンコールで有名になった[6]。この曲は、アンコールを除いてチリのヴァージョンとはあまり似てなかった。この曲とスローガンは現在もポルトガルの民衆と、団体の一部の記憶に今でも引用される[7][8][9]。
- イランでは、メロディがペルシャ語で歌われる革命歌"Barpakhiz"（日本語では「蜂起」）に用いられており、[10]Barpakhiz, az ja kan, banaye kakh-e doshman!のフレーズはイランの左派によって1979年の反王政革命に用いられた。
- フィリピンでは、この曲はプログレッシブバンドのパタググに彼等の曲"Awit ng Tagumpay"として緩く訳され、タガログ語の"Tibayin ang hanay, Gapiin ang Kaaway!"のアンコールがついた。
- 1975年にフレデリック・ジェフスキーは、この曲から「不屈の民」変奏曲を作曲した。
- 2002年にロシアの歌手Garik Sukachevは彼の曲"Svobodu Anjele Davis" ("freedom for Angela Davis") にフレーズを使った。
- 2002年にen:Ska-pはアルバムen:¡¡Que Corra La Voz!!で、"Estampida"を発表した。Estampidaにはチリの歌にインスパイアされた歌詞がある。
- 2004年にウクライナ人によってウクライナのオレンジ革命でこの歌が歌われた。
- 2007年のギリシャ総選挙にて、この曲は左派政党「急進左派連合」 (SY.RIZ.A.) のメイン・キャンペーンでこの歌は用いられた。
- 2008年に、en:Thievery Corporationはアルバムen:Radio Retaliationでこの曲の引用をベースにした"El pueblo unido"をリリースした。
- 2011年3月の東京電力福島第一原発事故以降、日本のバンド、シカラムータやソウル・フラワー・ユニオンが脱原発デモやライヴで演奏している。

## 脚註
1. ↑  “Frederic Rzewski: The People United Will Never Be Defeated!”.   New Albion Records. 2007年3月9日時点のオリジナルよりアーカイブ。2007年4月13日閲覧。
2. ↑  “LA NUEVA CANCIÓN CHILENA by José Manuel García”.   Cancioneros.com. 2007年2月5日時点のオリジナルよりアーカイブ。2009年5月12日閲覧。
3. ↑  Corvalán, Luis (2003) El gobierno de Salvador Allende, pp.111-2
4. ↑  Wessel, Günther (2002) Los Allende: con ardiente paciencia por un mundo mejor, pp.102-3
5. ↑  Fernando Tordo - Wikipédia, a enciclopédia livre
6. ↑  Portugal Ressuscitado - 1977 - 25 Canções de Abril
7. ↑  O Povo está desunido, por isso é facilmente vencido...
8. ↑  Segunda-feira, 16 de Julho de 2007, Está completamente apanhado!, Tubarão blog
9. ↑  Recanto das Letras, Cenas de Um Sonho[リンク切れ], second comment
10. ↑  Barpakhiz_Shabahang.wmv